# اسپرانزا، ماسباته
اسپرانزا، ماسباته (به لاتین: Esperanza, Masbate) یک منطقهٔ مسکونی در فیلیپین است که در ماسباته واقع شده‌است.

## خصوصیات
اسپرانزا ۶۷٫۴۹ کیلومترمربع مساحت و ۱۷٬۳۵۷ نفر جمعیت دارد.